# 구기 건축

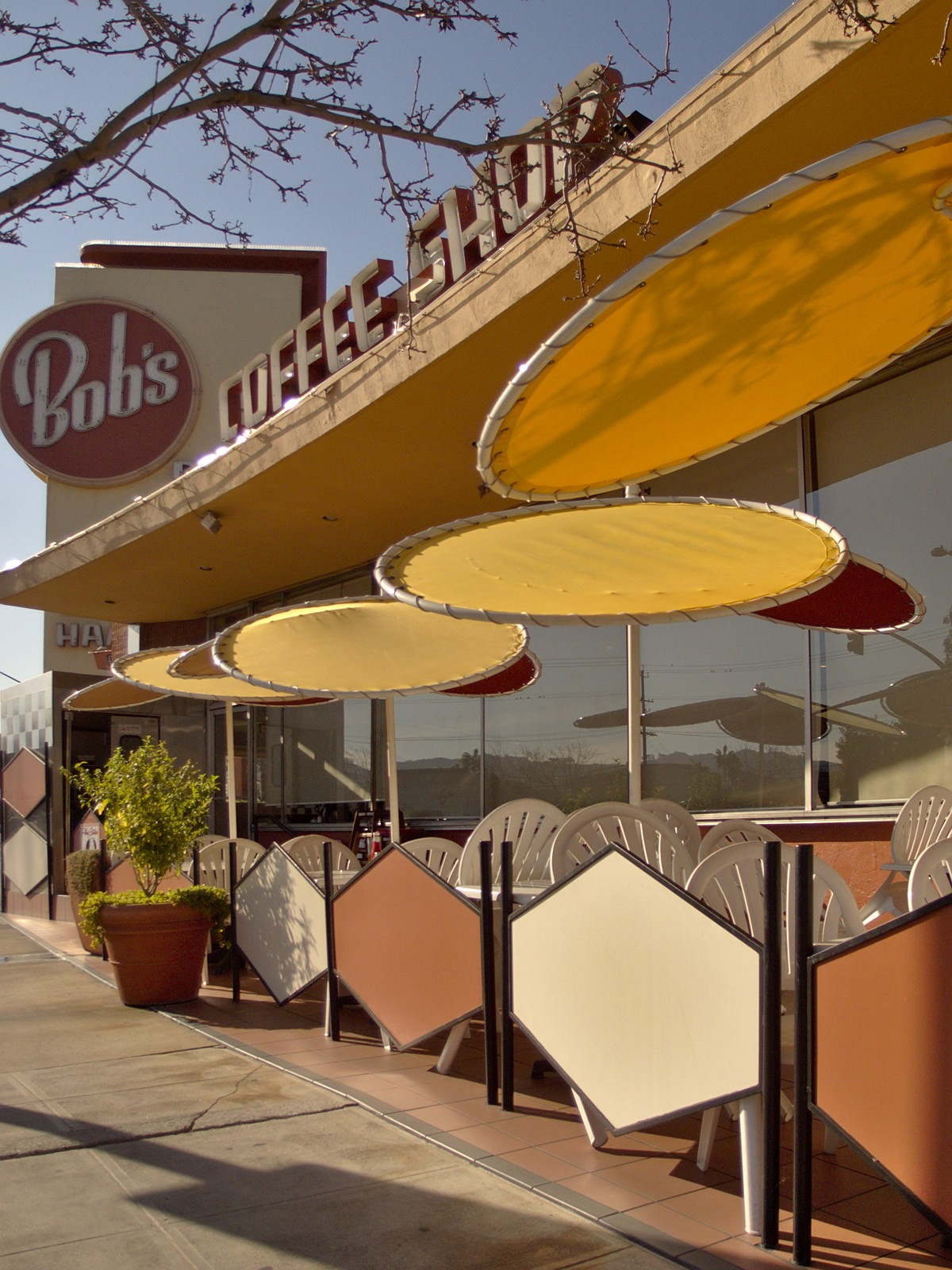

구기 건축(Googie architecture)은 자동차와 우주, 그리고 자동화 시대의 영향을 받은 참신하고 미래파적인 건축양식이다. 이 양식은 1940년대 서부 캘리포니아 주에서 발생하여 대략 1960년대 중반까지 유행했다. 구기 양식 건축물의 대부분은 모텔, 커피 하우스, 그리고 볼링장이었다.
구기를 테마로 한 건축물은 모텔, 커피하우스, 주유소 등 길가 사업장에서 인기가 있었다. 이 스타일은 나중에 에로 사리넨의 TWA 터미널처럼 대중적인 미학을 대표하는 요소를 포함하는 20세기 중반 모던 스타일의 일부로 널리 알려지게 되었다. 구기(Googie)라는 용어는 존 로트너(John Lautner)가 디자인한 헐리우드의 구기스 커피숍(Googie Coffee Shop)에서 유래되었다.
구기의 특징에는 위로 휩쓸린 지붕, 곡선, 기하학적 모양, 유리, 강철 및 네온의 대담한 사용이 포함된다. 구기는 또한 부메랑, 비행 접시, 도표 원자 및 포물선과 같은 운동을 상징하는 우주 시대 디자인과 "부드러운" 평행 사변형 및 아티스트 팔레트 모티브와 같은 자유형 디자인이 특징이다. 이러한 문체 관습은 우주 시대 테마에 대한 미국 사회의 매력과 미래 지향적 디자인에 대한 마케팅 강조를 나타낸다. 1910년대~1930년대의 아르데코 스타일과 마찬가지로 구기도 시간이 지나면서 그 가치가 줄어들었고 이 스타일의 많은 건물이 파괴되었다. 그러나 가장 오래된 맥도날드 스탠드(캘리포니아주 다우니에 위치)와 같은 일부 사례는 보존되어 있다.

## 같이 보기
- 1964년 세계 박람회
- 스페이스 니들